# ジャン8世 (ヴァンドーム伯)
ジャン8世・ド・ブルボン（Jean VIII de Bourbon, comte de Vendôme, (1428年 - 1477年1月6日）は、フランスの血統親王（プランス・デュ・サン）、ヴァンドーム伯（在位：1466年 - 1477年）。

## 生涯
ヴァンドーム伯ルイ1世と、ラヴァル卿ギー13世の娘ジャンヌ・ド・ラヴァルの間の息子。シャルル7世の与党の1人として、ノルマンディーやギュイエンヌでイングランド軍と戦う。その子ルイ11世にも忠誠を尽くすが、ルイ王に嫌われたため、ラヴァルダンの城に引退し、居城の完成に心血を注いだ。
1454年、プロヴァンス伯領の大セネシャル、ルイ・ド・ボーヴォーの娘イザベル・ド・ボーヴォーと結婚し、間に8子をもうけた。
- ジャンヌ（1460年 - 1487年） - 1477年シャルトル伯ルイ・ド・ジョワユーズと結婚
- カトリーヌ（1461年 - 1525年） - 1484年リムーザンのセネシャル、ジルベール・ド・シャバンヌと結婚
- ジャンヌ（1465年 - 1511年） - 1487年ブルボン公ジャン2世と結婚、1495年オーヴェルニュ伯ジャン3世と再婚[3]
- ルネ（1468年 - 1534年） - フォントヴロー女子修道院長
- フランソワ（1470年 - 1495年） - ヴァンドーム伯[4]
- ルイ（1473年 - 1520年） - ラ・ロッシュ＝シュル＝ヨン公[5]
- シャルロット（1474年 - 1520年） - 1489年ヌヴェール伯アンジルベールと結婚[6]
- イザベル（1475年 - 1532年） - カーンのダーム女子修道院長

フィリッピーヌ・ド・グーネー（Philippine de Gournay）との間に非嫡出子が1人いた。
- ジャック（1455年 - 1524年） - リニー男爵、1505年ジャンヌ・ド・ルバンプレと結婚し、庶流ブルボン＝リニー家（フランス語版）を創始、ガブリエル・デストレの曾祖父

ギヨンヌ・ペイネ（Guyonne Peignée）との間に非嫡出子が1人いた。
- ルイ（? - 1510年） - アヴランシュ司教

## 引用・脚注
1. ↑  Potter 1995, p. 376.
2. ↑  Favier 2008, p. table 6.
3. ↑  Antonetti 2000, p. 45.
4. ↑  Ward, Prothero & Leathes 1911, p. vii.
5. ↑  Du Tillet 1994, p. 220.
6. ↑  Antonetti 2000, p. 39.